# Ribeira Sacra

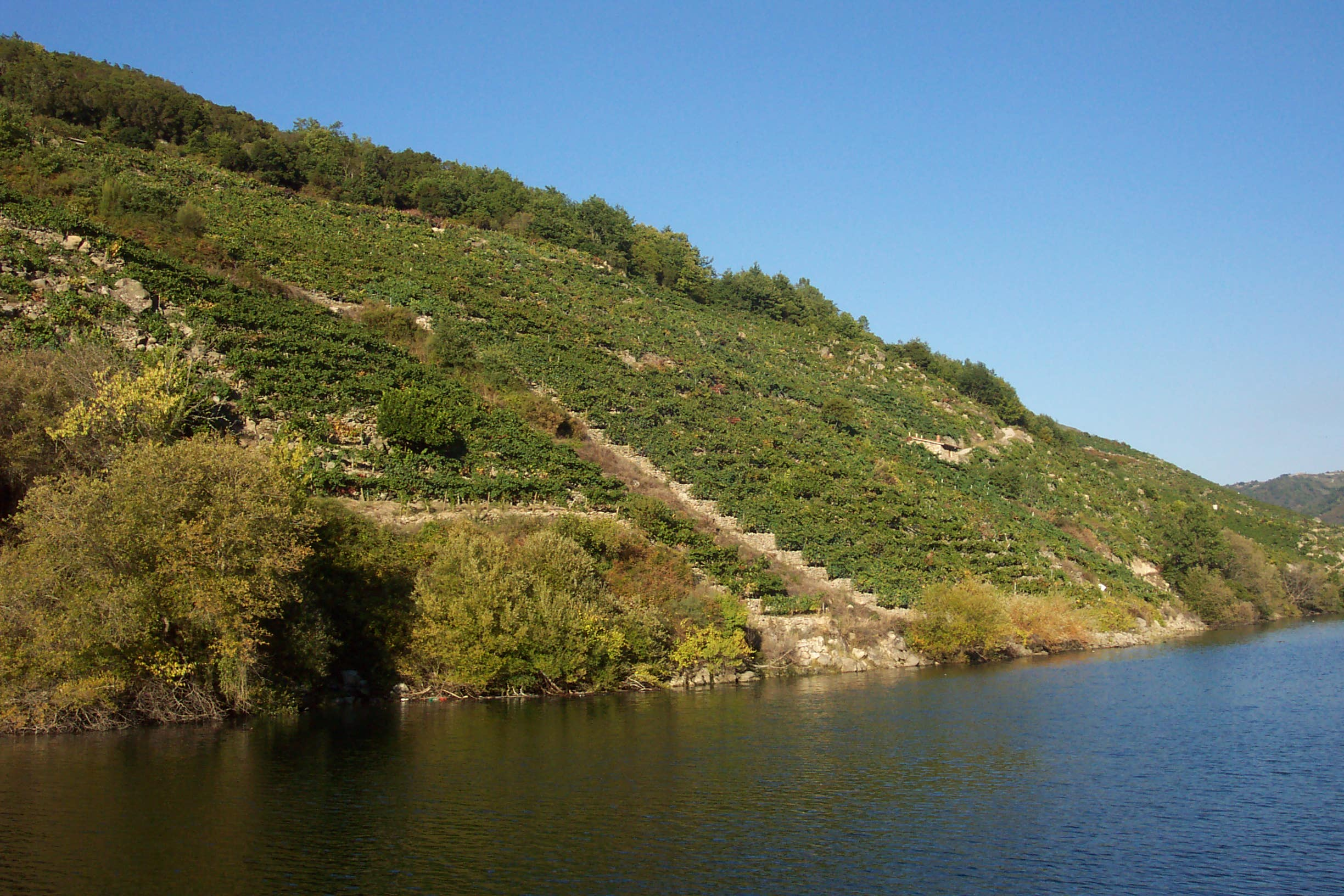
Vinhas à beira do Rio Sil, uma das paisagens pelas quais a Ribeira Sacra é famosa

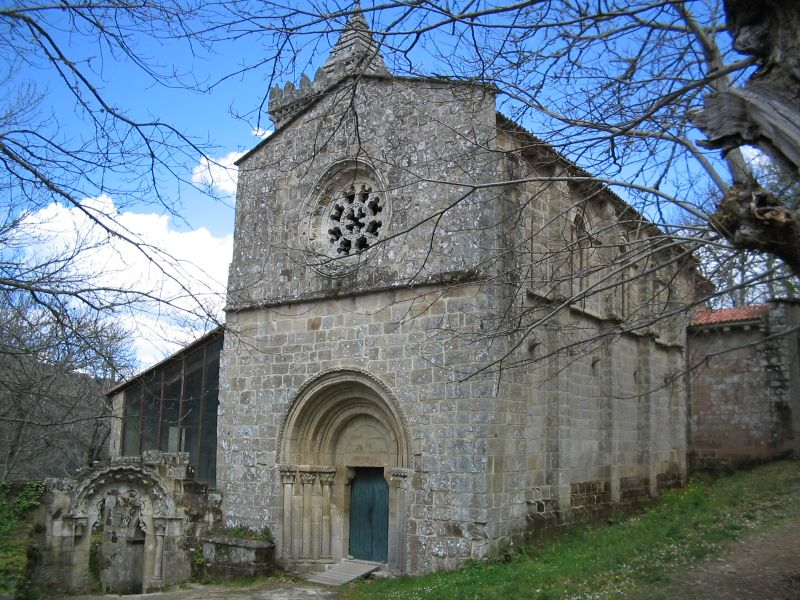
Mosteiro de Santa Cristina de Ribas de Sil, no concelho de Parada de Sil

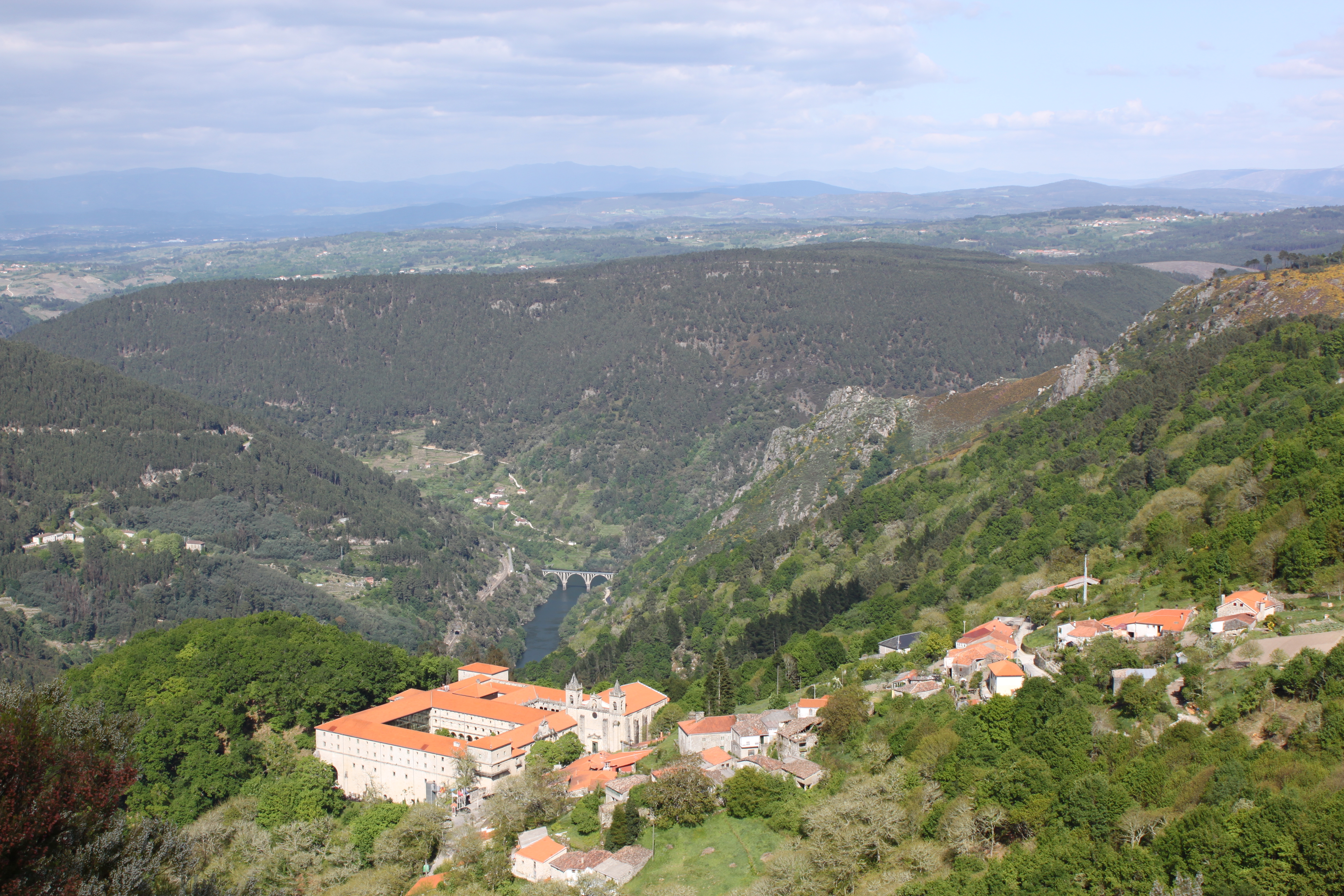
Vista sobre o Mosteiro de Santo Estêvão de Ribas de Sil, no

Ribeira Sacra é a designação dada a uma área no sudeste da comunidade autónoma da Galiza, no noroeste de Espanha delimitada pelos rios Sil e Minho, que se estende pelo norte da província de Ourense e sul da província de Lugo. Usualmente considera-se a cidade de Monforte de Lemos como capital da área.
A área chegou a ser candidata à classificação de Património Mundial da UNESCO em 2009, mas a candidatura enfretou graves dificuldades devido à aprovação dada pelo governo espanhol à ampliação dos aproveitamentos hidroelétricos construídos nos anos 1940 e 1950 no Rio Sil.

## Características
O topónimo "Ribeira Sacra" poderá ter tido origem na Idade Média e durante muito tempo pensou-se que o termo derivasse do latim Rivoira Sacrata, em referência à grande quantidade de mosteiros e igrejas que se encontram nas encostas escarpadas dos monumentais vales profundos da área. Atualmente podem ser visitados 18 mosteiros, dos quais se destacam principalmente o de Mosteiro de Santo Estêvão de Ribas de Sil, no concelho de Nogueira de Ramuín e o de São Vicente do Pino, em Monforte de Lemos. Outros mosteiros importantes são:
- San Pedro de Bembibre
- Taboada dos Freires
- San Paio de Diomondi
- Santa María de Pesqueiras
- Montederramo
- San Pedro de Rocas
- Ferreira de Pantón
- San Paio de Abeleda
- Santa Cristina de Ribas de Sil
- Santo Estevo de Ribas de Miño

Os municípios que fazem parte da Ribeira Sacra são os seguintes:
- Na província de Ourense — Nogueira de Ramuín, Parada de Sil, A Teixeira e Castro Caldelas.

- Na província de Lugo — Ribas de Sil, Quiroga, A Pobra do Brollón, Monforte de Lemos, Sober e Pantón.

A Ribeira Sacra é conhecida especialmente pelos seus tesouros naturais e biológicos, constituindo um vasto ecossistema de grande variedade e riqueza, dos quais se destaca o Canhão do Sil, pela sua grande beleza paisagística. A génese deste desfiladeiro não é fluvial, mas tectónica. O seu encaixamento produziu-se durante o Quaternário e a morfologia do leito do rio ode dever-se ao facto de correr por fraturas que partiram o terreno em blocos gigantescos quando começou o balanço da planície, que se elevou a sul e a oeste. A ação erosiva das águas doSil afundou rapidamente o barranco encaixado na direção este-oeste.
A Ribeira Sacra é também uma Denominação de Origem de vinhos de qualidade, também conhecidos na Galiza pela designação popular de mencía, devido ao facto da casta de uva mais usada na sua elaboração ser mencía, embora também a casta godello também seja muito usada. As vinhas, que se podem contemplar seguindo o curso do rio, estão dispostas em socalcos de pedra e datam da época romana. Os romanos tinham grande apreço pelos vinhos da região, frutados e com grande presença, ideais para acompanhar carnes. Dizia-se que uma das variedades de vinho da Ribeira Sacra, o Amandi, procedente da área com esse nome (Santa María de Amandi), era enviado a César desde a Galécia romanizada.

## Etimologia

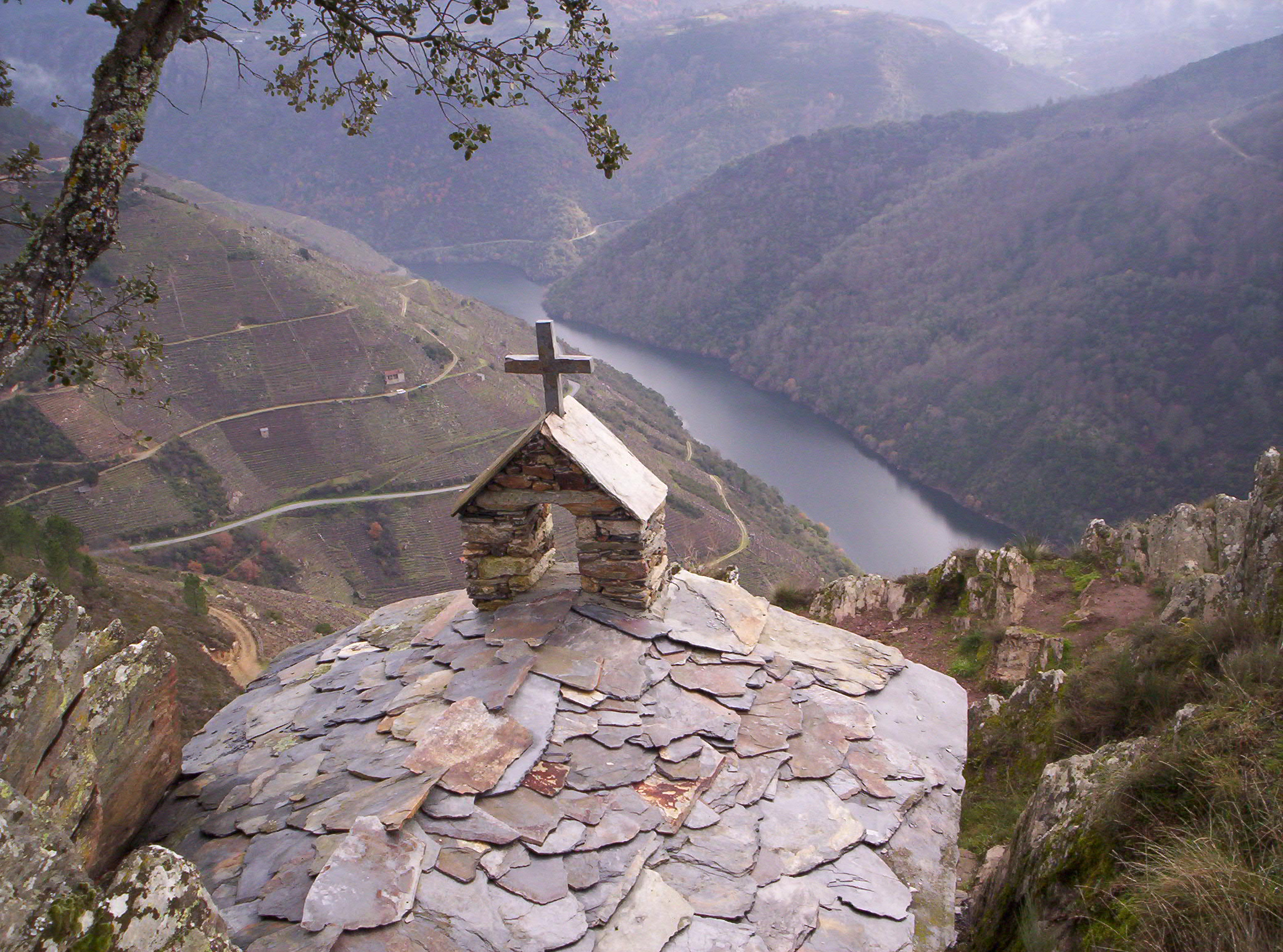
Ermida no Canhão do Sil

O primeiro testemunho escrito do topónimo é o documento de fundação do Mosteiro de Santa Maria de Montederramo, outorgado em Allariz a 21 de agosto de 1124 por D. Teresa de Portucale. A nomenclatura popularizou-se com base na tradução comentada desse documento feita pelo historiador Frei Antonio de Yepes, que assinalou que que o documento fazia referência à zona como "Rivoira Sacra", que ele traduziu como "Ribeira Sacra", uma referência à grande quantidade de mosteiros existentes na zona.[carece de fontes?]
O historiador Manuel Vidán Torreira pôs em dúvida essa tradução em 1987, quando publicou uma série de artigos no jornal La Voz de Galicia e um trabalho intitulado El roble sagrado de la Rivoira Sacrata. Vidán argumentou que rivoira correspondia a reboiro (carvalho) e não a ribeira. Esta tese adquiriu mais relevância graças a outro historiador, Torquato de Souza Soares, que, após estudar o documento original, encontrou um erro na transcrição de Frei Antonio de Yepes e assinala que no original se lê claramente  "Rovoyra" e não  "Rivoira", o que se distancia de "ribeira" e pode ter o significado de "carvalhal" (do latim rubus). O trabalho de Vidán está em sintonia com a obra The Golden Bough ("O Ramo Dourado"), do antropólogo James Frazer, onde são descritas as tradições celtas em torno do carvalho, árvore considerada sagrada e guardiã do espírito da tribo, sendo os bosques de carvalho objeto de veneração. Vidán também se refere ao topónimo de Montederramo como uma provável alusão ao "muérdago" (ou visco, Viscum album) usado pelos druidas, para reforçar a ideia que a tradução correta do termo antigo é "carvalhal sagrado" e não o estabelecido popular e turisticamente "Ribeira Sacra".[carece de fontes?]